# Воєнний хрест (Франція)

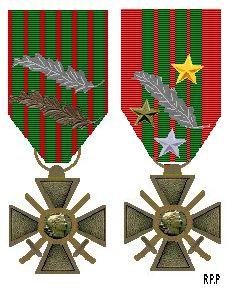
Воєнний хрест за 1-у та 2-у світові війни

«Воєнний хрест» (фр. Croix de Guerre) — військова нагорода Франції. Була започаткована у 1915 році. Є прямокутним хрестом з двома перехрещеними мечами. Нагорода вручалась за відзнаки у Першій, а потім — у Другій світовій війні, а також у інших конфліктах.

## Класи нагороди
| Стрічка | Підстави для нагородження                                 |
|         | Хрест 1914—1918 років (за участь у Першій світовій війні) |
|         | Хрест 1939—1945 років (за участь у Другій світовій війні) |
|         | Воєнний хрест (за участь в інших конфліктах)              |

## Найвідоміші нагороджені

### Перша світова війна
- Артур Блутенталь — американський футболіст, льотчик Першої світової війни.
- Стенлі Брюс — 1-й віконт Мельбурн, пізніше — прем'єр-міністр Австралії.
- Джордж Карпентер — авіатор часів Першої світової війни, чемпіон світу з боксу.
- Джойс Кілмер (1886—1918) — американський поет.
- Славоросов Харитон Никандрович (1886—1941) — російський льотчик українського походження.
- Хрещатицький Борис Ростиславович (1881—1940) — отаман Далекосхідного українського війська Зеленого Клину

### Друга світова війна
- Владислав Андерс — польський генерал, командир 2 польського корпусу 1943—1946.
- Гай де Ротшильд.
- Філіп де Ротшильд.
- Джордж Паттон — американський генерал.
- Жан Смутс — прем'єр-міністр Південно-Африканської Республіки.
- Вінстон Черчилль — прем'єр-міністр Великої Британії.